# Atalante (Q162)
Pour les articles homonymes, voir Atalante (sous-marin), Atalante (navire) et Atalante (homonymie).
L'Atalante (Q162) est un sous-marin français de la Marine nationale, de classe Argonaute, ayant servi pendant l'entre-deux-guerres et la Seconde Guerre mondiale.